# Picture a day like this
Picture a day like this (Imagine un jour comme celui-ci) est un opéra en un acte et en anglais, du compositeur britannique George Benjamin sur un livret du dramaturge Martin Crimp, créé au Festival d'Aix-en-Provence le 5 juillet 2023. C'est le quatrième opéra du compositeur, commande conjointe du Festival d'Aix-en-Provence, du Royal Opera House, de l'Opéra national du Rhin, de l'Opéra-Comique, des théâtres de la ville de Luxembourg, de l'Opéra de Cologne et du Teatro San Carlo de Naples.

## Historique
La première a eu lieu le 5 juillet 2023, au Théâtre du Jeu de Paume à Aix-en-Provence dans le cadre du festival d'été. La mise en scène est de Daniel Jeanneteau et Marie-Christine Soma, la direction musicale du compositeur lui-même, à la tête du Mahler Chamber Orchestra avec la mezzo-soprano française Marianne Crebassa dans le rôle principal.
La création mondiale a été saluée par la plupart des critiques qui relèvent « A Aix, George Benjamin signe un nouveau chef-d’œuvre avec la création mondiale de Picture a Day Like This »,,. France Musique a assuré la retransmission audio de la séance du 14 juillet ; Arte Concert en diffusait la vidéo.
L'opéra a également été joué au Royal Opera House à Londres et à l'Opéra-Comique à Paris lors de la saison 2023-24.

## Composition
L'histoire prend sa source dans différents contes et récits populaires, tels « La Chemise de l'Homme Heureux ». On retrouve également un commentaire du Dhammapada qui comprend un récit de quête initiatique où « La mère (Kisa Gotami (en)) emporte son enfant mort avec elle, allant de maison en maison à la recherche d'une "pincée de moutarde blanche" offerte par une famille qui n'a pas connu la Mort ».

## Argument
« Trouvez un seul être heureux en ce monde
Et arrachez un bouton de sa manche.
Faites-le avant que la nuit tombe
Et votre enfant reviendra à la vie. » (Martin Crimp). C'est cette phrase écrite dans un livre que trouve une jeune femme qui vient de perdre son tout petit enfant qui le révèle ainsi « A peine mon enfant avait-il commencé à faire des phrases complètes, qu’il est mort ».
Désespérée la femme ne veut pas se résoudre au deuil et part en quête du bonheur et de ce bouton magique qui rendra la vie à son enfant. Elle croise sur son chemin durant ce jour unique, successivement un couple d'amants, dont l'amour se révèle hypocrite et mensonger, un artisan couvert de boutons qui pratique l'automutilation tant il se sent prisonnier, une compositrice adulée et son assistant, qui souffrent d'anxiété permanente, un collectionneur d'oeuvres d'art qui souhaite être aimé. Il lui faut enfin arriver dans le jardin magique de Zabelle elle-même victime du malheur et qui a su se construire un véritable Eden où elle l'accueille et lui donne enfin le bouton tant désiré.

## Rôles, tessitures et interprètes de la création mondiale
| Rôle                                        | Tessiture     | Créateur                                           |
| ------------------------------------------- | ------------- | -------------------------------------------------- |
| La jeune femme                              | mezzo-soprano | Marianne Crebassa                                  |
| Zabelle                                     | soprano       | Anna Prohaska                                      |
| L'amoureuse / La compositrice               | soprano       | Beate Mordal                                       |
| L'amoureux / L'assistant de la compositrice | contre-ténor  | Cameron Shahbazi (en)                              |
| L'artisan / Le collectionneur               | ténor         | John Brancy (en)                                   |
| Comédiennes et comédien pour la figuration  |               | Lisa Grandmottet, Eulalie Rambaud, Matthieu Baquey |